# 板橋秀一
板橋 秀一（いたばし しゅういち、1942年 - ）は、日本の音声工学者。筑波大学名誉教授。言語資源協会会長。
音声信号処理、音声認識、音声合成といった分野の研究者で、特に音声通信技術や音声処理技術の発展に貢献してきた。

## 経歴
1942年（昭和17年）宮城県に生まれる。1960年（昭和35年）に宮城県古川高等学校卒業、1964年東北大学工学部卒業、1970年東北大学大学院工学研究科博士課程単位取得退学、東北大学電気通信研究所助手。1972年工業技術院電子技術総合研究所技官。1974年同主任研究官。
1977年からストックホルム王立工科大学客員研究員。1982年から筑波大学電子情報工学系助教授に就任。1987年に教授就任。2004年には筑波大学大学院システム情報工学研究科教授。音声工学を専門に研究し、音声信号処理技術の発展に寄与した。
板橋の研究は、音声工学分野の基礎を築く重要な役割を果たし、特に音声認識技術や音声合成技術の商業的応用に大きな影響を与えた。その研究は、音声インターフェースを使用した製品やサービスの発展に貢献し、日常的に利用される音声認識システム」や、音声アシスタントの技術の進化を支えている。また、筑波大学で音声工学を学ぶ学生たちを指導し、多くの研究者を育成し、指導を受けた学生たちは、音声工学だけでなく、広範な情報通信技術の分野で活躍している。

## 研究分野

### 音声信号処理
音声信号を正確に分析し、処理するための技術や研究を行った。これには音声の特徴抽出や、信号ノイズの除去技術が含まれる。

### 音声認識技術
人間の音声をコンピュータが理解し、反応するための認識技術の発展に貢献した。特に音声データをリアルタイムで解析するためのアルゴリズムの開発を行った。

### 音声合成
今ぷーたが自然な音声を生成する技術の研究を行い、特に人口音声の質を向上させるための技術開発に力を入れた。

### 音声通信技術
音声データの圧縮技術や、通信環境下での音声品質向上のための研究も行った。

## 受賞
- 日本音響学会功績賞
- ヨーロッパ言語資源協会AntonioZampolli賞
- 電子情報通信学会フェロー

## 著書
- 『音声工学』（森北出版）2005年